# Васькевич, Анджей Кшиштоф
Анджей Кшиштоф Васькевич (пол. Andrzej Krzysztof Waśkiewicz; 22 июня 1941, Варшава — 11 июля 2012, Гданьск) — польский поэт, литературный критик, журналист редактор. Член Союза польских писателей. Автор концепции формалистической поэзии.

## Биография
Окончил факультет польской филологии в Университете Познани. Дебютировал, как поэт в 1961 году, как критик — в 1962 году. Первый сборник стихов «Wstępowanie» издал в 1963 году.
Автор более тридцати книг, стихов в коллективных альманахах, многочисленных антологий и сборниках стихов поэтов разных поколений.
Был редактором и соредактором многих литературных журналов. До конца своей жизни редактировал, выходящий раз в два месяца журнал «Автограф».
Похоронен на Лостовицком кладбище в Гданьске.

## Избранные публикации
- «Wstępowanie» (1963)
- «Rygor i marzenie.(Szkice o poetach trzech awangard)» (1973)
- «Formy obecności „nieobecnego pokolenia“» (1978)
- «Modele i formuła. Szkice o młodej poezji lat sześćdziesiątych» (1978)
- «Ósma dekada. O świadomości poetyckiej „nowych roczników“» (1982)
- «W kręgu „Zwrotnicy“. Studia i szkice z dziejów krakowskiej Awangardy» (1983)
- «Horyzont zdarzeń. Cztery poematy» (1999)
- «Widmowe światło wspólnoty (wiersze 1962—2001)» (2001)
- «Sekwencje i inne doświadczenia dawne i nowe» (2005)
- «W kręgu futuryzmu i awangardy. Studia i szkice» (2003)
- «Historia, poezja, los. O nowej poezji polskiej»(2005)

## Награды
- Офицер Ордена Возрождения Польши (2002)
- Серебряная Медаль «За заслуги в культуре Gloria Artis» (2008)
- Лауреат премии города Гданьска в области культуры (1995)
- Лауреат литературной премии им. Ярослава Ивашкевича (2007)
- Лауреат литературной премии IANICIUS Prize и др.